# Gylippus ferganensis
Gylippus ferganensis är en spindeldjursart som beskrevs av J. Birula 1893. Gylippus ferganensis ingår i släktet Gylippus och familjen Gylippidae. Inga underarter finns listade i Catalogue of Life.